# Forlaget Sesam
Forlaget Sesam A/S var et dansk forlag der blev stiftet i 1955. 
Forlaget var organiseret som et aktieselskab og havde oprindeligt Jørgen Lademann, Georg Andreas Vejen Larsen og Elvin Ingvard Peter Karl Pedersen i bestyrelsen.
Virksomheden markedsførte sig også under navnet Forlaget Madame A/S.
Forlaget Sesam A/S ophørte som selvstændig virksomhed den 1. maj 1992 efter virksomhedsfusion med Grafisk Forlag A/S (A/S62350).
Grafisk Forlag A/S ændrede da også navn til Aschehoug A/S, der i 1994 ændrede navn til Aschehoug Dansk Forlag A/S.
Denne virksomhed ophørte efter fusion med Egmont Online A/S i december 2003 der fortsatte under navnet Aschehoug Dansk Forlag A/S. I 2007 ændrede denne virksomhed navnet endnu en gang, da til Lindhardt og Ringhof Forlag A/S.
Således er navnet "Forlaget Sesam A/S" per 2020 ejet af Lindhardt og Ringhof Forlag A/S (CVR 76351910).
Navnet "Forlaget Sesam" er tilstadighed benyttet til at udgive bøger under som et forlæggermærke.
I midten af nullerne havde forlæggermærket held med genudgivelse af af Enid Blytons De 5-bøger.
Omkring 2005 var Erik Barfoed forlagschef for Forlaget Sesam.